# 馮延巳
馮 延巳（ふ えんし、ふう えんし、天復3年（903年）- 建隆元年5月27日（960年6月23日））は、中国五代十国時代の南唐の詞人。字は正中。広陵郡（現在の江蘇省揚州市）の人。またの名は延嗣。一説に名は延己だが、延巳を支持する方がやや多い。南唐の先主李昪・中主李璟に仕えた。南唐中主李璟の師父でもあり、同時に李璟の治世下で官は宰相に至った。父は南唐の吏部尚書馮令頵で、弟の馮延魯もまた著名な文人である。死後、忠粛と諡され、『陽春集』1巻があり、世に伝えられている。
馮延巳の詞風は清麗で、離別の情緒を写すのが上手く、高い芸術的完成度を持ち、李煜への影響は大きい。馮延巳・李煜は、北宋以降の詞風に直接影響したと認められている（→#芸術的評価）。「吹皺一池春水（吹いて皺（しわよ）す 一池の春水）」の名句がある（→#逸話）。

## 経歴
唐朝滅亡のわずか4年前の天復3年（903年）に生まれる。当初は無官であったが南唐の先主・烈祖李昪に見出されて取り立てられ、秘書郎を授けられた。後の中主李璟が、若き日に廬山に“読書堂”を建てた時、彼は側近として随従し、その後、重ねて駕部郎中・元帥府掌書記にも遷った。李昪が崩じて李璟が即位すると、保大元年（943年）、諫議大夫・翰林学士を拝し、戸部侍郎に遷った。翌年、翰林学士承旨に進み、保大4年（946年）、中書侍郎から同平章事（宰相）を拝した。明くる年、罷免されて太子少傅となった。保大9年（951年）、冠軍大将軍とされ、召されて太弟太保となり、潞州節度使を拝領した。保大10年、左僕射同平章事（宰相）を拝した。このように2度も宰相とされ、宋斉丘と並んで重ぜられたが、建州・福州へ遠征軍を派遣して失敗し、保大15年（957年）、再び罷免されて太子少傅となり、そのまま建隆元年（960年）卒した。時に年は五十八歳、諡は忠粛。
事跡は馬令『南唐書』巻21・陸游『南唐書』巻8・『十国春秋』巻26の本伝に見え、別に夏承燾『唐宋詞人年譜・馮正中年譜』が参考になる。
彼は弟の馮延魯や魏岑・陳覚・査文徽らと結託して賢臣を退けて政権を専断し、当時の人々より「五鬼」と呼ばれた等、史書における評価はあまり芳しくない。しかし、南唐、特に中主李璟の治世下の派閥争いは非常に複雑で、その上、宋代に入って南唐の記録を残した人々（「釣磯立談（ちょうきりゅうだん）」の史虚白、「江南野史」の竜滾、「南唐書」の馬令など）は、多かれ少なかれそれらの流れを汲んでいるので、その正当な評価は難しい、という。

## 芸術的評価
生前、彼は博学で文章を善くし、弁説も得意で、能書家でもあって、多技多芸であり、詩に巧みで、特に詞を作ることを愛好していた。その詞は没後散逸し、宋の仁宗の嘉祐3年（1058年）、彼の外孫である陳世修により編集された『陽春集』1巻は120首を収め、後世に伝わっているが、その中には他家の作と疑わしいものが多く竄入しているという。
彼の詞は宋代に入ると一層流行し、北宋の詞人に大きな影響を与えたといわれ、特に王国維は彼を「北宋一代の気風を開いた」（『人間詞話』）と認めていた。馮延巳は「花間派」の影響を受け、多く男女の離別・相思の情を写しながらも、その詞は温（温庭筠）・韋（韋荘）に始まる「花間派」の詞人たちのような濃艶雕琢とは一味違う清新閑雅で精麗多彩、婉嫋の情の深さを特色とする詞風で、唐五代の詞の中では北宋小令にもっとも強い影響を持つものである。その詞には、往々にして痛切な内心の纏綿たる悲しみが籠められており、それは没落する南唐王朝への感傷と憂愁を寓したものと言われている。

## 著名作品
| 長命女         | 長命女                              | 長命女                                               |
| 白文           | 書き下し文                          | 訳文                                                 |
| -------------- | ----------------------------------- | ---------------------------------------------------- |
| 春日宴         | 春日の宴                            | 春めいた日の宴会                                     |
| 綠酒一杯歌一遍 | 緑酒一杯 歌一遍                     | 美酒一杯に歌は一度歌う                               |
| 再拜陳三願     | 再拝して三つ願を陳ぶ                | 再拝の礼を取って三つの願いを述べる                   |
|                |                                     |                                                      |
| 一願郎君千歲   | 一つに願うは 郎君の千歳             | 一つ目の願いは、あなたの長寿                         |
| 二願妾身常健   | 二つに願うは 妾が身の常に健やかなる | 二つ目の願いは、わたしの体がずっと健康であること     |
| 三願如同梁上燕 | 三つに願うは 梁上を同にする燕の如く | 三つ目の願いは、梁の上で一緒にいるつがいの燕のように |
| 歲歲長相見     | 歳歳 長く相見えんことを             | 毎年ずっと出会うこと                                 |

- 注釈

1. ↑  「長命女」（「薄命女」とも）は題名ではなく詞調名（詞牌）。
2. ↑  美しく緑色に澄んだ酒。文学的修辞であって、実際に緑色かどうかは無関係。上等の酒や美酒の意味。
3. ↑  「拝」は頭を垂れる丁寧なお辞儀。それを二度繰り返す「再拝」は極めて丁寧なお辞儀で、目上の人物に対する様式化されたもの。
4. ↑  下句「妾」と対になる語。中国の古典詩文で、目上の男性へ親しみを込めた女性の二人称として使用される言葉。「郎」と一字で書かれることもある。
5. ↑  中国の古典詩文で、謙った女性の一人称として使用される言葉。「しょう」と音読みすることもある。

| 鵲踏枝         | 鵲踏枝                              | 鵲踏枝                                                             |
| 白文           | 書き下し文                          | 訳文                                                               |
| -------------- | ----------------------------------- | ------------------------------------------------------------------ |
| 誰道閑情抛棄久 | 誰か道わん 閑情 抛棄すること久し と | 誰が言ったのだろう、穏やかな気持ちなどとうに投げ捨ててしまったと   |
| 毎到春來       | 春の来たれるに到る毎に              | 春が来るのに出会うたびに                                           |
| 惆悵還依舊     | 惆悵たるは還た旧に依る              | 胸中で悲しみ嘆く苦しみは昔のまま                                   |
| 日日花前常病酒 | 日日 花前にて常に酒に病み           | 日がな毎日、花の前で酒びたりを続けるばかり                         |
| 不辭鏡裏朱顔瘦 | 辞せず 鏡の裏に朱顔の痩するを       | 鏡の中で、血色の良い若々しい容貌が痩せ衰えて行ったって構わない     |
|                |                                     |                                                                    |
| 河畔青蕪堤上柳 | 河畔の青蕪 堤上の柳                 | 川の畔で青々と繁るうら若い春の叢、堤の上で芽吹く柳                 |
| 爲問新愁       | 為に問う 新たな愁の                 | ならば問いたい、そのように新たな物寂しい思いが                     |
| 何事年年有     | 何事ぞ年年有る                      | 毎年あるのはどうしたことなのか、と                                 |
| 獨立小橋風滿袖 | 独り小橋に立てば風は袖に満つ        | ひとりぼっちで小さな橋の上に立つと、風は袖いっぱいに吹き込んでくる |
| 平林新月人歸後 | 平林 新月 人 帰れる後               | 平野に続く林に、細い三日月が昇る、人々が帰ってしまった後に         |

- 注釈

1. ↑  「鵲踏枝（じゃくとうし）」は題名ではなく詞調名（詞牌）。
2. ↑  誰でもなく自分自身であろう。自分自身の精神状態を指しているようだ。もう穏やかな心境を失って久しい、ということ。
3. ↑  「悪酒」と同じく製作当時の俗語で、「中酒」（二日酔い）の意味ということだが[6]、下句を読むと「病的な飲み方をする」「悪い飲み方をする」、つまり二日酔の上になお向かい酒をあおるようなアルコール依存症を表現しているように思えてならない。『全唐五代詞釋注』 (1998), pp.689-690 (趙海菱 撰稿)は、「酒を飲み過ぎたせいで体の不調を感じる」としている。
4. ↑  「蕪」は、雑然と繁る雑草の事だが、「青」の一字が前に着く事で、そんな雑草でも春らしく青く軟らかな嫩葉（わかば）を茂らせているという事。
5. ↑  自分の孤独にもかかわらず、春風が強く吹き付けて（春一番？）周囲には春の風情が充満していることを表現している。
6. ↑  上句と照応して、人気（ひとけ）の無くなった孤独でうら寂しい虚しさを表現する。

| 謁金門         | 謁金門                    | 謁金門                                                                       |
| 白文           | 書き下し文                | 訳文                                                                         |
| -------------- | ------------------------- | ---------------------------------------------------------------------------- |
| 風乍起         | 風 乍ち起り               | さっと風が立つと                                                             |
| 吹皺一池春水   | 吹いて皺す 一池の春水     | 一吹きで池いっぱいの水面に水紋が皺めく                                       |
| 閑引鴛鴦香徑裏 | 閑かに鴛鴦を引く 香径の裏 | のんびりと鴛鴦を引き寄せる 春の香漂う小径の中に                              |
| 手挼紅杏蕊     | 手にて挼む 紅杏の蕊       | 手で赤い杏の花蕊を揉みしだく                                                 |
|                |                           |                                                                              |
| 鬪鴨闌干獨倚   | 闘鴨の闌干 独り倚れば     | ひとりぼっちで闘鴨の柵の手すりに寄り掛かると                                 |
| 碧玉搔頭斜墜   | 碧玉の掻頭 斜めに墜つ     | 碧玉の簪は傾いて落ちそうになる                                               |
| 終日望君君不至 | 終日 君を望むも 君 至らず | 一日中、首を長くしてあなたを待っていたのにあなたは来なかった                 |
| 擧頭聞鵲喜     | 頭を挙げて鵲の喜ぶを聞く  | ふと気付いて頭を挙げると、縁起の良いはずの鵲が楽しげに鳴いているのが聞こえる |

- 注釈

1. ↑  「謁金門（えつきんもん）」は題名ではなく詞調名（詞牌）。
2. ↑  強い春風に吹かれて、平らかな水面に皺の寄るように波紋がさざ波立つことをいう。
3. ↑  春の香り繁く新緑に隠された小径に鴛鴦が引き寄せられていく。つまり逢い引きの象徴。
4. ↑  為す事も無い無聊な気分を紛らせる何気ない仕草。
5. ↑  闘鴨とは具体的にどのようなものか不明だが、三国呉の頃から江南地方で盛んに行われた庶民の娯楽らしい[7]。「闘鴨の闌干」に「独り倚」る、という所からして、肝心の闘鴨は終わってしまい観客も散って閑散とした中、孤独に柵に凭れ掛かっているということらしい。
6. ↑  鵲は縁起の良い鳥だとされる。特にその鳴き声を聞くと吉事が起こる予兆だという。だが、ここでは、その喜ばしいはずの声を聞いているのにもかかわらず、恋人が来るという私の吉事が結局訪れなかったのはどういうことなのかと嘆いている。

## 逸話
吹皺一池春水（吹いて皺（しわよ）す 一池の春水）
- 馬令　『南唐書』巻21「馮延巳伝」：「元宗（中主・李璟）の楽府辞に云う、“小楼にて吹き徹（とお）す 玉笙の寒きに”と。延巳に“風乍ち起り、吹いて皺（しわよ）す 一池の春水”の句有り。皆な警冊と為す。元宗 嘗て延巳に戯れて曰く、『“吹いて皺（しわよ）す 一池の春水”、卿の何事にか干（かか）わる？』と。延巳対えて曰く：『未だ如（しか）ず 陛下の“小楼にて吹き徹（とお）す 玉笙の寒きに”に』と。元宗 悦ぶ。」[注 4]